# 黄嘴噪啄木鸟
黄嘴噪啄木鸟（学名：Blythipicus pyrrhotis）为啄木鸟科噪啄木鸟属的鸟类。主要分布于印度東北部、尼泊爾、孟加拉、不丹、中國華南地區以及中南半島。主要栖息于亚热带或热带潮湿低地森林或热带潮湿山地森林。该物种的模式产地在尼泊尔。

## 亚种
- 黄嘴噪啄木鸟海南亚种（学名：Blythipicus pyrrhotis hainanus）。在中国大陆，分布于海南等地。该物种的模式产地在海南。[3]
- 黄嘴噪啄木鸟指名亚种（学名：Blythipicus pyrrhotis pyrrhotis）。在中国大陆，分布于云南等地。该物种的模式产地在尼泊尔。[4]
- 黄嘴噪啄木鸟华南亚种（学名：Blythipicus pyrrhotis sinensis）。在中国大陆，分布于四川、贵州、广西、广东、湖南、福建等地。该物种的模式产地在福建。[5]